# Прапор Нікарагуа
Прапор Нікарагуа — один з офіційних символів Нікарагуа. Вперше офіційно затверджений 4 вересня 1908 року. Повторно затверджений 18 серпня 1971 року. Співвідношення сторін прапора 3:5.
Прапор є прямокутним полотном, поділеним горизонтально на три рівні стрічки. З боків розміщені стрічки синього кольору, а у центрі білого, на якій розміщено трикутник, у якому зображено п'ять вулканів та веселку. Прапор за дизайном походить від прапора Сполучених Провінцій Центральної Америки, та схожий на прапор Аргентини.
Трикутник символізує рівність, п'ять вулканів — п'ять націй Центральної Америки, веселка — мир.

## Історичні прапори
|  |  |  |  |
|  |  |  |  |
|  |  |  |  |
|  |  |  |  |